# Callalily
Callalily es una banda de pop rock de Filipinas formada en 2005. Actualmente, la banda está compuesta por Kean Cipriano , Aaron Ricafrente, Lem Belaro, Nathan Reyes y Brylle Balbuena. Los exmiembros notables incluyen a Tatsi Jamnague y Alden Acosta. En 2017, Acosta regresó brevemente como miembro de gira.

## Discografía
- 2006: Destination XYZ
- 2008: Fisheye
- 2009: Callalily[2]
- 2012: Flower Power[3]
- 2015: Greetings From Callalily